# Шампань-Арденни
Шампань-Арденни (фр. Champagne-Ardenne) — історичний регіон (з 1 січня 2016 у складі регіону Гранд-Ест) на північному сході Франції, на кордоні з Бельгією. Головне місто Шалон-ан-Шампань. Населення 1,34 млн осіб (18-е місце серед регіонів).

## Географія
Площа території 25 606 км². Регіон включає департаменти Об, Арденни, Верхня Марна і Марна. Через нього протікають річки Сена, Марна та Ена.
Регіон має три автостради загальною довжиною 460 км:
- A4 з'єднує Париж і Страсбург
- A5 з'єднує Париж і Діжон
- A26 з'єднує Кале і Діжон.

У регіоні є декілька каналів, найбільший канал з'єднує Марну і Рейн.
Міжнародний аеропорт у Ватрі має злітно-посадкову смугу завдовжки 3650 м. Аеропорт знаходиться в малонаселеному місці за 150 км від Парижа. Він є хорошим кандидатом для перетворення на третій Паризький аеропорт.